# Peugeot Type 16, 17, 19 e 32
Le Type 16, 17, 19 e 32 erano quattro modelli di autovettura prodotti complessivamente tra il 1897 ed il 1902 dalla Casa automobilistica francese Peugeot.

## Profilo
Queste vetture erano state progettate e realizzate per assolvere alle funzioni di una primitiva station wagon, sebbene il corpo vettura non ricordi molto tale orientamento. Somigliavano infatti più a delle cabriolet che non a giardinette.
Le Type 16, 17 e 19 furono lanciate nel 1897 e furono prodotte rispettivamente in 87, 182 e 75 esemplari.  La prima fu prodotta fino al 1900, mentre le altre due proseguirono fino al 1902.
La Type 32 fu invece prodotta nel solo 1900 in 21 esemplari e fu quella che meglio rispecchiava la vocazione familiare di queste vetture.
| Peugeot Type 16 | Peugeot Type 17 | Peugeot Type 19 |
| --------------- | --------------- | --------------- |
|                 |                 |                 |
| 1897-02         | 1897-02         | 1897-02         |